# Johannes Hagelaers
Johannes Hagelaers (Hagelaars) (Steensel, 25 maart 1755 – Helmond, 9 september 1812) was een Nederlandse geestelijke. 
Johannes trad in de orde der Norbertijnen te Postel (1778) en werd op 21 december 1782 in Antwerpen tot priester gewijd. Van 14 augustus 1789 was hij pastoor te Postel, tot hij op 15 mei 1790 door zijn overheid als kapelaan naar Helmond gezonden werd. Hier werd hij in augustus 1797 tot pastoor aangesteld.
Hij maakte de gehele omwenteling mee. Hierbij beleefde hij zeer moeilijke dagen in de strijd die ontstond naar aanleiding van het feit dat de oude Sint-Lambertuskerk in 1648 was genaast door de Protestanten. De Katholieken wilden deze weer terug vorderden. Deze strijd duurde bijna vier jaar. Op Sint-Lambertusdag (17 september 1804) droeg de pastoor er voor het eerst sinds 17 september 1648 de H. Mis weer op. 
Ter gelegenheid aan een bezoek van koning Lodewijk Napoleon aan Helmond (21 mei 1809) vereerde deze de pastoor met een inscriptie gegrafeerde gouden snuifdoos. Dit als dank voor de uitstekende diensten die de pastoor aan de ingezetenen van Aarle-Rixtel had bewezen, toen daar een besmettelijke ziekte heerste.

## Straat
Ter ere van zijn daden heeft een weg in Steensel de naam Jan Hagelaersweg gekregen.